# Hot for Paris
Pour plus de détails, voir Fiche technique et Distribution.
Hot for Paris est un film américain réalisé par Raoul Walsh, sorti en 1929.

## Synopsis
John Patrick Duke, un marin amateur de femmes et d'alcool, croit qu'on le poursuit pour avoir causé une émeute dans un hôtel, alors que c'est en fait parce qu'il a gagné un million de dollars en jouant le cheval gagnant au Grand Prix de Longchamp. Finalement, après diverses péripéties, John et son ami, Axel Olson, toucheront l'argent, ce qui leur permettra de faire la fête avec leurs amis français, et notamment la belle Fifi Dupré.

## Fiche technique
- Titre original : Hot for Paris
- Réalisation : Raoul Walsh
- Scénario : Charles J. McGuirk
- Direction artistique : David S. Hall
- Décors : Ben Carré
- Costumes : Sophie Wachner
- Photographie : Charles Van Enger
- Son : George Leverett
- Montage : Jack Dennis
- Musique : Walter Donaldson et Edgar Leslie
- Production : William Fox
- Société de production : Fox Film Corporation
- Société de distribution : Fox Film Corporation
- Pays de production :  États-Unis
- Langue originale : anglais
- Format : noir et blanc — 35 mm — son Mono (MovieTone)[1]
- Genre : Comédie
- Durée : 71 minutes[1]
- Date de sortie :
  - États-Unis : 22 décembre 1929

## Distribution
- Victor McLaglen : John Patrick Duke
- Fifi D'Orsay : Fifi Dupré
- El Brendel : Axel Olson
- Polly Moran : Polly
- Lennox Pawle : M. Pratt
- August Tollaire : Papa Gouset
- George Fawcett : le capitaine du navire
- Charles Judels : Charlot Gouset
- Eddie Dillon : le cuisinier du navire
- Rosita Marstini : la mère de Fifi
- Agostino Borgato : le père de Fifi
- Yola d'Avril : Babette Dupré
- Anita Murray : Mimi
- Dave Balles : M. Furrier

## Bande originale ou chansons du film
- "Duke of Ka-ki-ak" : musique de Walter Donaldson, paroles de d'Edgar Leslie, interprétée par Victor McLaglen
- "Sweet Nothings of Love", "If You Want to See Paree", "Sing Your Little Folk Song" : musique de Walter Donaldson, paroles de d'Edgar Leslie, interprétées par Fifi D'Orsay
- "Cuckoo Song" : musique de Walter Donaldson, paroles de d'Edgar Leslie, interprétée par El Brendel